# Дрогослав (герб)
Дрогослав или Драгодав (пол. Drogosław, Drogodaw), — польский дворянский герб.

## Описание гербов
В Гербовнике дворянских родов Царства Польского имеется два герба данного имени:
1. Герб Дрогослав: в красном поле стрела железком вверх, на крае серебряного полу-перстня В навершие шлема пять страусовых перьев.
2. Герб Дрогослав II: в красном поле стрела железком вверх, на золотом полумесяце рогами вниз обращённом. В навершие шлема пять страусовых перьев[1].

#### Описание поА.Б. Лакиеру
В красном (иногда голубом) поле половина серебряного кольца, положенного наподобие радуги, над ним летящая вверх стрела. Над шлемом пять страусовых перьев. Герб этот принесен из Силезии в XIII столетии. во времена короля Казимира III.

## Дворянские роды носящие герб
Bakowiński, Bartkiewicz, Bartoszewski, Буховецкие (Buchowiecki), Бухольцы (Bucholc), Bukojecki, Bukowiecki, Bukowiński, Chełstowski, Chodaszewicz, Chomaczski, Chomanczski, Chomandzki, Chomantski, Chomecki, Chomęcki, Chorstopski, Cudnikowski, Czapalski, Чаплинские, Czepeliński, Czudnikowski, Dąbrowski, Dobrowolski, Gorzycki, Herstopski, Hersztopski, Hulidowski, Koszla, Kozłowski, Kuszel, Kuszell, Laskowski, Lewkowicz, Łunkiewicz, Острейки (Ostrejko), Otruszkiewicz, Otruszkowicz, Palecki, Pierscień, Przylepski, Rdułtowski, Romankiewicz, Rudułtowski, Skórzewski, Strzemski, Szłopanowski, Śrzemski, Tołwiński, Troska, Truskowicz, Truszko, Truszkowski, Twardzicki, Венцковские (Więckowski), Венчковские (Więczkowski), Zołoński.
- Войнич-Сяноженцкие